# Marcello Pera
Marcello Pera (ur. 28 stycznia 1943 w Lukce) – włoski polityk i filozof, profesor, w latach 2001–2006 przewodniczący Senatu.

## Życiorys
W 1972 ukończył studia z zakresu filozofii na Uniwersytecie w Pizie. Cztery lata później rozpoczął działalność akademicką na tej uczelni, w 1992 został profesorem filozofii. Wykładał jako profesor wizytujący w szkołach wyższych krajowych i zagranicznych, m.in. w London School of Economics.
Specjalizuje się w badaniu dzieł Karla Poppera, austriackiego filozofa, ideologa i promotora „społeczeństwa otwartego”. Jest współautorem (wraz z kardynałem Josephem Ratzingerem, późniejszym papieżem Benedyktem XVI) książki Bez korzeni, traktującej o postępującym upadku moralnym Europy. Publikuje także w prasie codziennej, m.in. w „Corriere della Sera” i „La Stampa”.
Należał do Włoskiej Partii Socjalistycznej, po jej rozwiązaniu przystąpił do z centroprawicowego Forza Italia, Silvia Berlusconiego, współtworzącej później Lud Wolności. Od 1996 do 2013 nieprzerwanie sprawował mandat senatora (XIII, XIV, XV i XVI kadencji). W latach 2001–2006 zajmował stanowisko przewodniczącego Senatu XIV kadencji. Dołączył później do ugrupowania Bracia Włosi, z jego ramienia w 2022 ponownie uzyskał mandat senatora.

## Odznaczenia
- Wielka Złota Odznaka Honorowa na Wstędze za Zasługi dla Republiki Austrii – 2002
- Wielki Oficer Orderu Trzech Gwiazd – (Łotwa)
- Krzyż Wielki Orderu Zasługi RP – 2002, Polska[3]
- Krzyżem Wielkim Orderu Infanta Henryka – (Portugalia)
- Krzyż Wielki Orderu Piusa IX – (Watykan)
- Krzyż Wielki Klasy Specjalnej Orderu Zasługi Zakonu Maltańskiego – 2006 (Zakon Maltański)